# Linyphia bifasciata
Linyphia bifasciata är en spindelart som först beskrevs av F. O. Pickard-Cambridge 1902.  Linyphia bifasciata ingår i släktet Linyphia och familjen täckvävarspindlar.
Artens utbredningsområde är Costa Rica. Inga underarter finns listade i Catalogue of Life.